# Вишнёвка (Нижнеомский район)
Вишнёвка — деревня в Нижнеомском районе Омской области. Входит в состав Нижнеомского сельского поселения.

## История
Основана в 1926 г. В 1928 г. коммуна Свет состояла из 8 хозяйств, основное население — русские. В составе Нижне-Омского сельсовета Еланского района Омского округа Сибирского края.

## Население
| 2010 |
| ---- |
| 133  |